# Maurizio Cattelan
Maurizio Cattelan (* 21. September 1960 in Padua) ist ein italienischer Künstler, der in New York lebt.

## Kunstwerke
Maurizio Cattelan gestaltet lebensecht wirkende Figuren und inszeniert damit skurrile, komische und provokante Situationen. Zu seinen Aufsehen erregenden Installationen zählen Arbeiten wie La Nona Ora – Die neunte Stunde (1999), eine Figur von Papst Johannes Paul II., der von einem Meteoriten getroffen wird. 2001 gestaltete er mit Him (Betender Hitler) eine kindlich, klein und unschuldig wirkende und fromm kniende Figur von Adolf Hitler. Diese wurde 2016 für den Rekordpreis von 17,2 Millionen Dollar versteigert. Zusammen mit Massimiliano Gioni und Ali Subotnick kuratierte er 2006 die vierte berlin biennale für zeitgenössische kunst mit dem Titel Von Mäusen und Menschen. Aufsehen erregte auch die Skulptur L.O.V.E. („libertà, odio, vendetta, eternità“, d. i. ‚Freiheit, Hass, Rache, Ewigkeit‘) aus Carrara-Marmor, die 2010 vor der Börse in Mailand errichtet wurde und deren zum römischen Gruß ausgestreckten Hand alle Finger bis auf den ausgespreizten Mittelfinger abgetrennt wurden, um den Faschismus zu karikieren.
Schlagzeilen machte auch seine Installation America, eine voll funktionsfähige Tiefspül-WC-Muschel aus 18-karätigem Gold, das das Solomon R. Guggenheim Museum im Jahr 2016 in einen bestehenden Toilettenraum einbauen ließ und das 2019 bei einer Ausstellung aus dem Blenheim Palace gestohlen wurde. Sein Schätzwert beträgt 5,4 Mio. Euro. Für weiteres Aufsehen sorgte Cattelan mit einer in 1,60 cm Höhe mit silbernen Panzertape an der Wand befestigten Banane auf der Kunstmesse Art Basel in Miami, die von dem Aktionskünstler David Datuna verspeist wurde. Das unterstütze nur seine künstlerische Erzählweise, so Cattelan. Der Künstler Joe Monford hatte Cattelan verklagt, weil er darin eine Kopie seines Werkes Banana & Orange sieht. Das Kunstwerk, das den Titel „Comedian“ trägt, wurde am 20. November 2024 in New York von dem Auktionshaus Sotheby’s für 5,2 Millionen US-Dollar (inkl. Auktionsgebühren 6,2 Millionen US-Dollar) versteigert.
Mehrere seiner Werke hat Cattelan beim französische Bildhauer Daniel Druet in Auftrag gegeben.
Cattelan versteht es, den Kunstbetrieb mit Humor ad absurdum zu führen. So bezahlte er 1998 einen Schauspieler, der in überdimensionierter Picasso-Verkleidung zufällige Besucher des MoMA in New York in der Manier eines Micky-Maus-Darstellers bei Disneyland begrüßte, als wäre das Museum ein Konsumort großer Namen der Kunstgeschichte, in dem die Begegnung mit echten Künstlern oder bezahlten Darstellern austauschbar wird. Die Performance ist das dokumentierte MoMA Project #65. Von Cattelan ist bekannt, dass er gelegentlich Stellvertreter zu Presseterminen schickte, die sich in seinem Auftrag für ihn ausgaben. Mit The 6th Caribbean Biennial spielte er ein Verwirrspiel. Es gelang ihm 1999, zusammen mit Jens Hoffmann, die Künstler Ólafur Elíasson, Douglas Gordon, Mariko Mori, Chris Ofili, Gabriel Orozco, Elizabeth Peyton, Tobias Rehberger, Pipilotti Rist, Wolfgang Tillmans und Rirkrit Tiravanija für eine vermeintliche Biennale nach St. Kitts und Nevis zu locken. An namehaften Sponsoren fehlte es nicht. Vor Ort entpuppte sich die geplante Kunstproduktion in situ als Parodie auf den weltweiten Kunstbiennalenbetrieb. Kein einziges Kunstwerk entstand. Der Fotograf Armin Linke dokumentierte das Projekt. Die in die Irre geführten Künstler sollen sich nach ihrer Ankunft hauptsächlich am Strand entspannt und gefeiert haben.

## Foto-MagazinToiletpaper
Cattelan gibt zusammen mit der griechisch-zypriotischen Kunststiftung DESTE die Foto-Zeitschrift Toiletpaper heraus.

## Auszeichnungen
- 2000: nominiert für den Hugo Boss Prize
- 2004: Arnold-Bode-Preis der documenta-Stadt Kassel
- März 2009 (Verleihung): Sonderpreis der Jury der XV. Quadriennale Rom 2008 für sein Lebenswerk

## Ausstellungen
- 1993: Biennale Venedig
- 1994: Musée National d’Art Moderne, Paris; P.S.1, New York
- 1997: Biennale Venedig: Italienischer Pavillon zusammen mit Enzo Cucchi und Ettore Spalletti
- 1997: Wiener Secession, Wien
- 1998: Museum of Modern Art, New York; Kunsthalle Basel
- 1999: Biennale Venedig – Arsenale 1999; Kunsthalle Basel; Galleria Massimo De Carlo, Mailand 1999; Melbourne International Biennial 1999
- 2000: Marian Goodman Gallery, New York; Migros Museum für Gegenwartskunst, Zürich; Parkett Publishers, New York; Expo 2000, Hannover
- 2001: Kunsthalle Wien; Färgfabriken, Stockholm; Yokohama Triennale
- 2003: Museum Ludwig, Köln
- 2007: Museum für Moderne Kunst, Frankfurt
- 2008: Kunsthaus Bregenz, Bregenz; Synagoge Stommeln und Alte Kirche Stommeln, Pulheim[11]
- 2011/2012: All, Solomon R. Guggenheim Museum, New York[12]
- 2013: Fondation Beyeler, Riehen/Basel
- 2016: Not Afraid of Love, Monnaie de Paris[13]
- 2019: Maurizio Cattelan im Theseustempel Wien[14]
- 2019: Victory Is Not an Option, Blenheim Palace, Vereinigtes Königreich
- 2021: Breath Ghosts Blind, Pirelli HangarBicocca, Mailand[15]
- 2023: WE, Leeum Museum of Art, Seoul[16]

## Öffentliche Sammlungen
- Migros Museum für Gegenwartskunst
- Saatchi Gallery, London[17]